# Фриголе
Фриголе́ (фр. Frigolet), полное название Аббатство Сен-Мишель-де-Фриголе (фр. Abbaye Saint-Michel de Frigolet) — старинное аббатство ордена премонстрантов во Франции, в Провансе. Монастырь находится в департаменте Буш-дю-Рон, между городами Авиньон и Тараскон.

## История

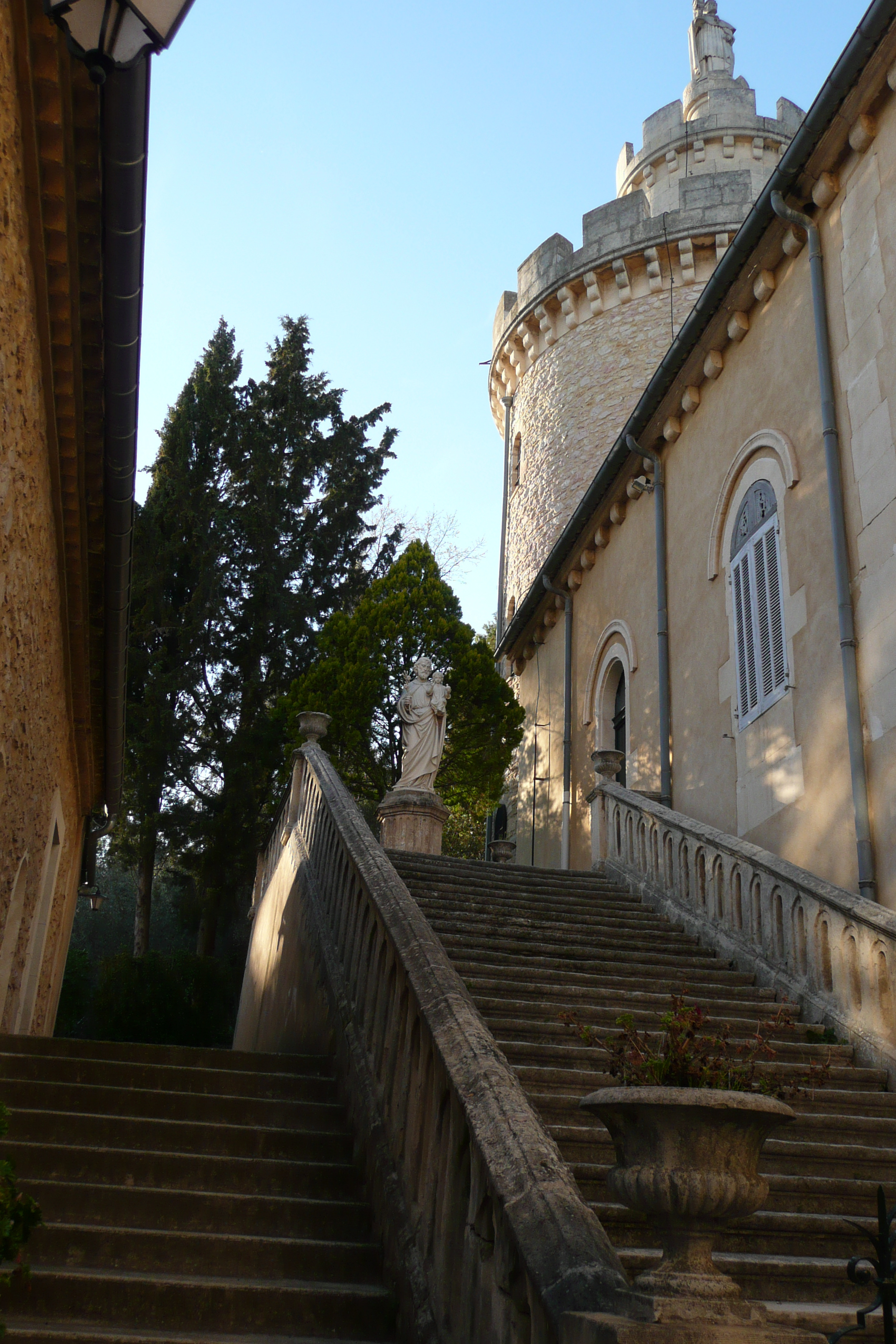

Монастырь Фриголе был основан в X веке, предположительно королём Бургундии Конрадом I.
Первоначально аббатство было бенедиктинским, затем перешло к монахам из августинского ордена (августинцы-каноники), в 1133 году впервые упомянуто имя аббата. Папа Адриан IV утвердил создание обители в 1155 году.
В XIV веке монастырь приходит в упадок, монахи-августинцы покидают его. Аббатство пребывало в заброшенном состоянии до XVII века, когда в нём поселились иеронимиты, также руководствующиеся в монашеской жизни августинским уставом. Иеронимиты по мере сил восстановили монастырь и пребывали в нём вплоть до французской революции.
6 июля 1788 года в пожаре погибла монастырская библиотека. В 1791 году монастырь ликвидирован революционерами, а четверо ещё остававшихся там монаха изгнаны.
Между 1831 и 1841 годами в зданиях монастыре функционировал колледж, где обучался среди прочих знаменитый провансальский поэт Фредерик Мистраль. В 1858 году монастырь был выкуплен епархией Экса, там была восстановлена монашеская жизнь. После восстановления Фриголе стал функционировать как монастырь ордена премонстрантов. В 1869 году папа Пий IX вновь возвёл Фриголе в статус аббатства.
29 марта 1880 года французское правительство приняло декрет о закрытии ряда монастырей, в числе которых попал и Фриголе. Жители Тараскона резко воспротивились этому решению и попытались защитить монастырь. Правительству пришлось высылать войска, только с их помощью удалось сломить сопротивление горожан. Альфонс Доде описал этот эпизод в книге «Порт Тараскон. Последние приключения знаменитого Тартарена» (1890). Изгнанные монахи получили через некоторое время возможность вернуться в монастырь, но в 1903 году были изгнаны вновь и отправились в Бельгию. Получили возможность вернуться в аббатство они только в 1923 году.
В настоящее время Фриголе — действующий монастырь ордена премонстрантов.

## Архитектура
- Церковь Святого Михаила — романская церковь XII века, реставрирована в XIX веке.
- Базилика Непорочного Зачатия Девы Марии — построена в неоготическом стиле в 1866 году. Центральный неф украшен живописью по образцу Сент-Шапель в Париже. Одна из трёх церквей в авиньонской архиепархии, имеющая почётный статус «малой базилики»
- Клуатр — построен в романском стиле в XII веке, перестроен в XVII.